# Radio & Records
Radio & Records (R&R) — отраслевой американский журнал, предоставлявший новости и информацию о радиотрансляциях для радио и музыкальной индустрии. С 1973 по 2006 год было независимым медиа, пока VNU Media не купила журнал и не перезапустила его под названием R&R, объединив с Billboard Radio Monitor. Издание в новом формате выходило до 2009 года.

## История
Компания была основана в 1973 году и выпустила свой первый номер 5 октября того же года. Среди основателей были Боб Уилсон и Роберт Кардашьян. Издание выходило в виде еженедельного печатного издания, а также двухгодичного справочника. Его еженедельные колонки и статьи были предназначены для информирования и обучения радиоиндустрии по каждому формату, в дополнение к диаграммам для конкретных форматов, основанным на радиотрансляциях. В конечном итоге диаграммы были заполнены данными от Mediabase, которая отслеживала радиопередачи в городах США.
6 июля 2006 года владелец журналов Billboard и Billboard Radio Monitor VNU Business Media объявила о покупке «Radio & Records», 1 августа издание перешло под контроль нового владельца под брендом Billboard Information Group.
12 июля 2006 г. VNU объявил, что Radio & Records и Billboard Radio Monitor будут объединены в одно издание под названием R&R. Новые опубликованные графики R&R основаны на данных Nielsen BDS. Billboard Radio Monitor, и R&R прекратили публикацию в качестве отдельных сделок: Monitor выпустил свой последний выпуск 14 июля 2006 г. после 13 лет, а R&R завершил свой 33-летний выпуск в качестве независимой торговли выпуском от 4 августа 2006 г. Оба издания прекратили публикации в качестве отдельных медиа: Monitor выпустил свой последний выпуск 14 июля 2006 г. (после 13 лет работы), R&R — 4 августа 2006 г.
В 2000 году Radio & Records вошла в испанский музыкальный бизнес, купив еженедельные торговые издания Radio Y Musica и Radio y Musica Convention у Альфредо Алонсо.
3 июня 2009 г. R&R объявили, что немедленно прекращают свою деятельность после выпуска номера от 5 июня.